# Umotina
 (juillet 2024).
L’umotina était une langue macro-jê parlée jusqu’en 2003 dans le Mato Grosso au Brésil.